# Alouatta ululata
Alouatta ululata, comúnmente llamado aullador de manos rojas de Maranhão es una especie del género Alouatta. Habita en el noreste de América del Sur.

## Distribución y hábitat
Este primate es nativo del noreste de América del Sur. Su distribución comprende los estados de: Ceará, Maranhão, y Piauí. Habita en varios tipos de selvas primarias y en galería.

## Costumbres
Se le ve en parejas y grupos. Normalmente paren una sola cría. 

## Alimentación
Estos araguatos comen hojas jóvenes, capullos, flores, frutas, semillas, tallos, vástagos y ramas. Las hojas son la principal fuente de proteínas y las frutas de energía y proteínas.